# (21279) 1996 TS10
1996 تي أس 10 (ويعرف أيضًا باسم (21279) 1996 تي أس 10 وفق تسمية الكوكب الصغير) (بالإنجليزية: 1996 TS10)‏ هو كويكب ضمن حزام الكويكبات؛ وترتيبه 21279 من حيث الاكتشاف.
اكتُشف هذا الجُرم الفلكي بواسطة هيروشي كانيدا في 9 أكتوبر 1996.

## وصلات خارجية
- (21279) 1996 TS10 في قاعدة بيانات مختبر الدفع النفاث لأجرام النظام الشمسي الصغيرة

- الاكتشاف · مخطط المدار ·  العناصر المدارية · المعلمات المادية

- (21279) 1996 TS10 على موقع ويكي سكاي: DSS2, SDSS, GALEX, IRAS, Hydrogen α, X-Ray, Astrophoto, Sky Map, Articles and images